# Boulevard de Bonrepos
Le boulevard de Bonrepos (en occitan : baloard de Bonrepaus) est une voie de Toulouse, chef-lieu de la région Occitanie, dans le Midi de la France.

## Situation et accès

### Description
Le boulevard de Bonrepos est une voie publique. Il borde à l'est le quartier de Matabiau, dans le secteur 1 - Centre. Long de 580 mètres, il s'insère dans l'ensemble de boulevards qui longent le canal du Midi depuis les ports Saint-Sauveur et Saint-Étienne, et jusqu'au port de l'Embouchure : boulevards du Professeur-Léopold-Escande et Pierre-Paul-Riquet en amont, boulevards Matabiau et de la Marquette en aval. La chaussée compte deux à trois voies de circulation en sens unique, depuis le boulevard Pierre-Paul-Riquet vers le boulevard Matabiau. 
Il n'existe pas de bande, ni de piste cyclable. Cependant, le trottoir qui longe le canal du Midi s'intègre à la voie verte du canal et il est traité en conséquence comme une voie verte, partagée entre les piétons et les cyclistes. 

### Voies rencontrées
Le boulevard de Bonrepos rencontre les voies suivantes, d'ouest en est (« g » indique que la rue se situe à gauche, « d » à droite) :
1. Allées Jean-Jaurès (g)
2. Pont Pierre-Paul-Riquet (d)
3. Place Melvin-Jones (g)
4. Rue du Moulin-Bayard (g)
5. Rue Bertrand-de-Born (g)
6. Rue de Bayard (g)
7. Pont du 19-Mars-1962 (d)
8. Rue Raymond-IV (g)
9. Parvis Valéry-Giscard-d'Estaing (d)
10. Rue Matabiau (g)
11. Pont Matabiau (d)

### Transports
Le boulevard de Bonrepos est parcouru et desservi sur toute sa longueur par la ligne de bus 2327. Au carrefour des allées Jean-Jaurès se trouvent également les arrêts desservis par le Linéo L8 et les bus 1415, tandis qu'au carrefour de la rue et du pont Matabiau se trouvent les arrêts desservis par le Linéo L9 et le bus 39. La station de métro la plus proche est la station Marengo – SNCF, sur la ligne de métro  et, d'ici 2028, sur la ligne de métro .
Plusieurs stations de vélos en libre-service VélôToulouse se trouvent à proximité du boulevard de Bonrepos : les stations no 61 (8 ter boulevard de Bonrepos), no 94 (73 boulevard Pierre-Semard), no 96 (50 rue du Général-Jean-Compans) et no 97 (rue Raymond-IV).

## Odonymie

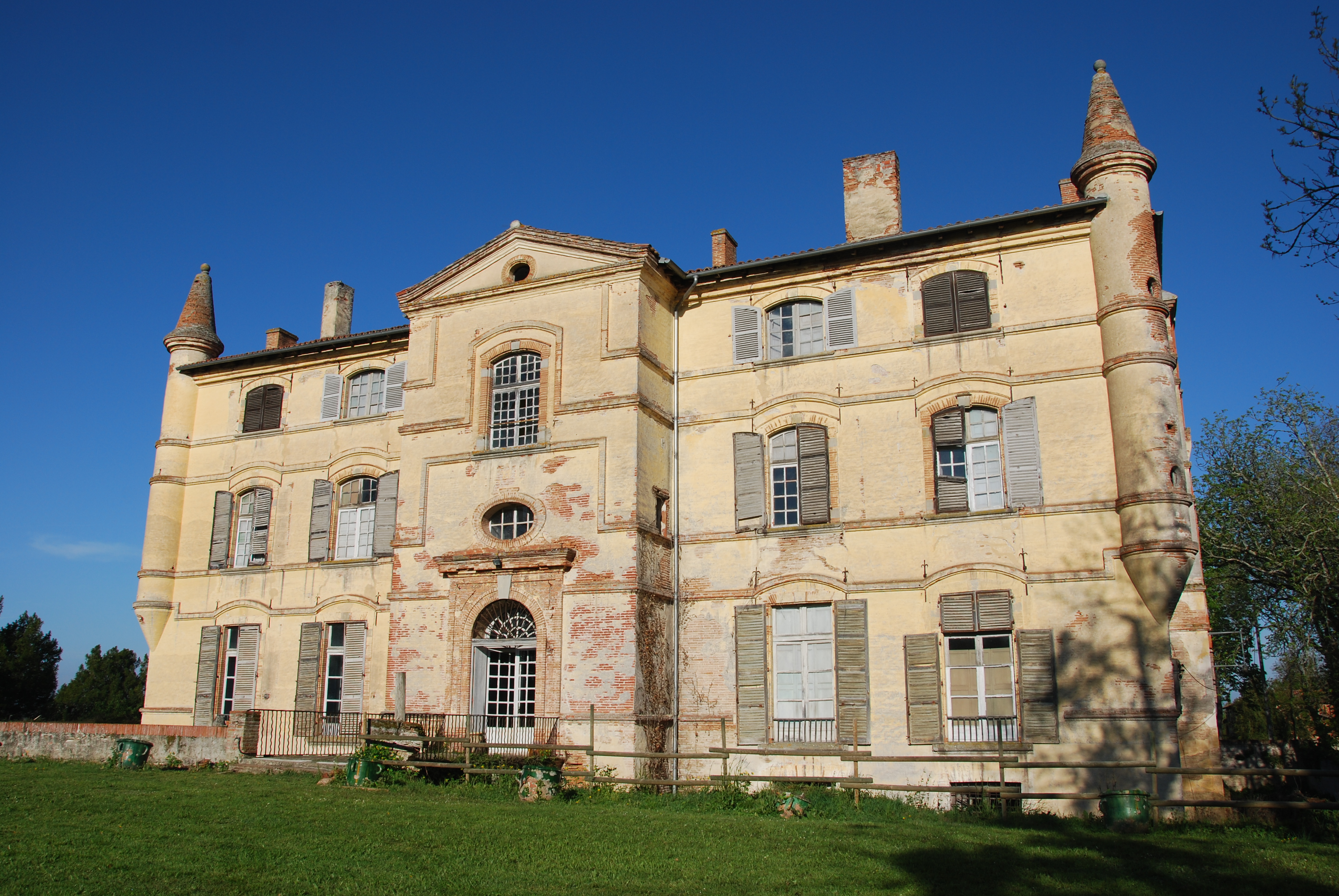
Le château de Bonrepos-Riquet.

Le nom du boulevard rappelle la seigneurie de Bonrepos – aujourd'hui Bonrepos-Riquet –, achetée en 1651 par Pierre-Paul Riquet, grâce aux bénéfices qu'il avait faits sur les fournitures pour l'armée de Cerdagne et du Roussillon lors de la guerre contre l'Espagne. Le nom en avait été suggéré par Alphonse Brémond, historien et généalogiste toulousain. Le nom de Riquet se retrouve d'ailleurs dans plusieurs odonymes proches du canal du Midi, particulièrement pour le boulevard, le pont et la rue Pierre-Paul-Riquet.

## Patrimoine et lieux d'intérêt

### Canal du Midi
Patrimoine mondial (1996).

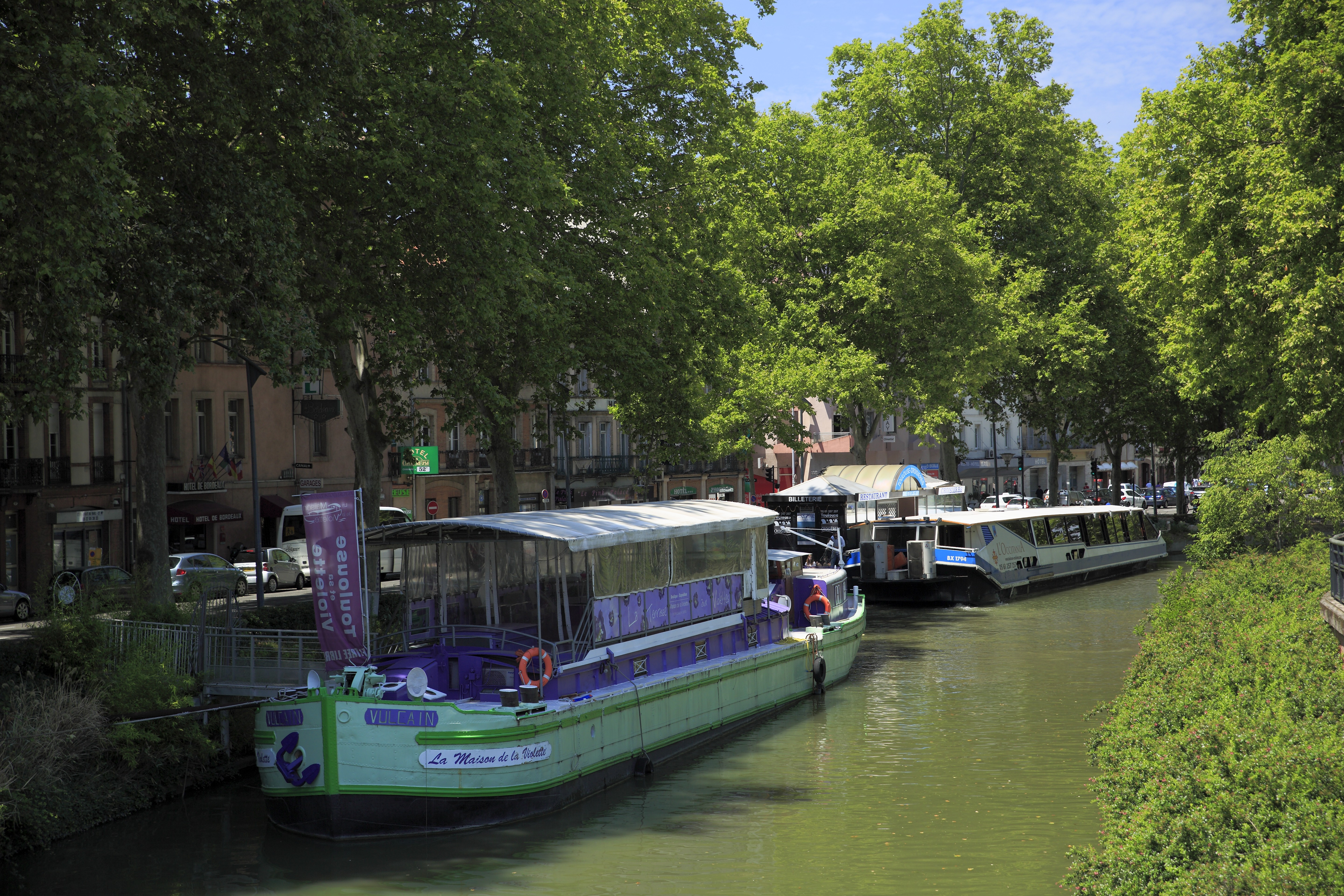
Les péniches le long du boulevard de Bonrepos.

Le boulevard de Bonrepos longe le canal du Midi. La première partie du canal, entre la Garonne, à Toulouse, et le seuil de Naurouze, est creusée entre 1667 et 1671. 

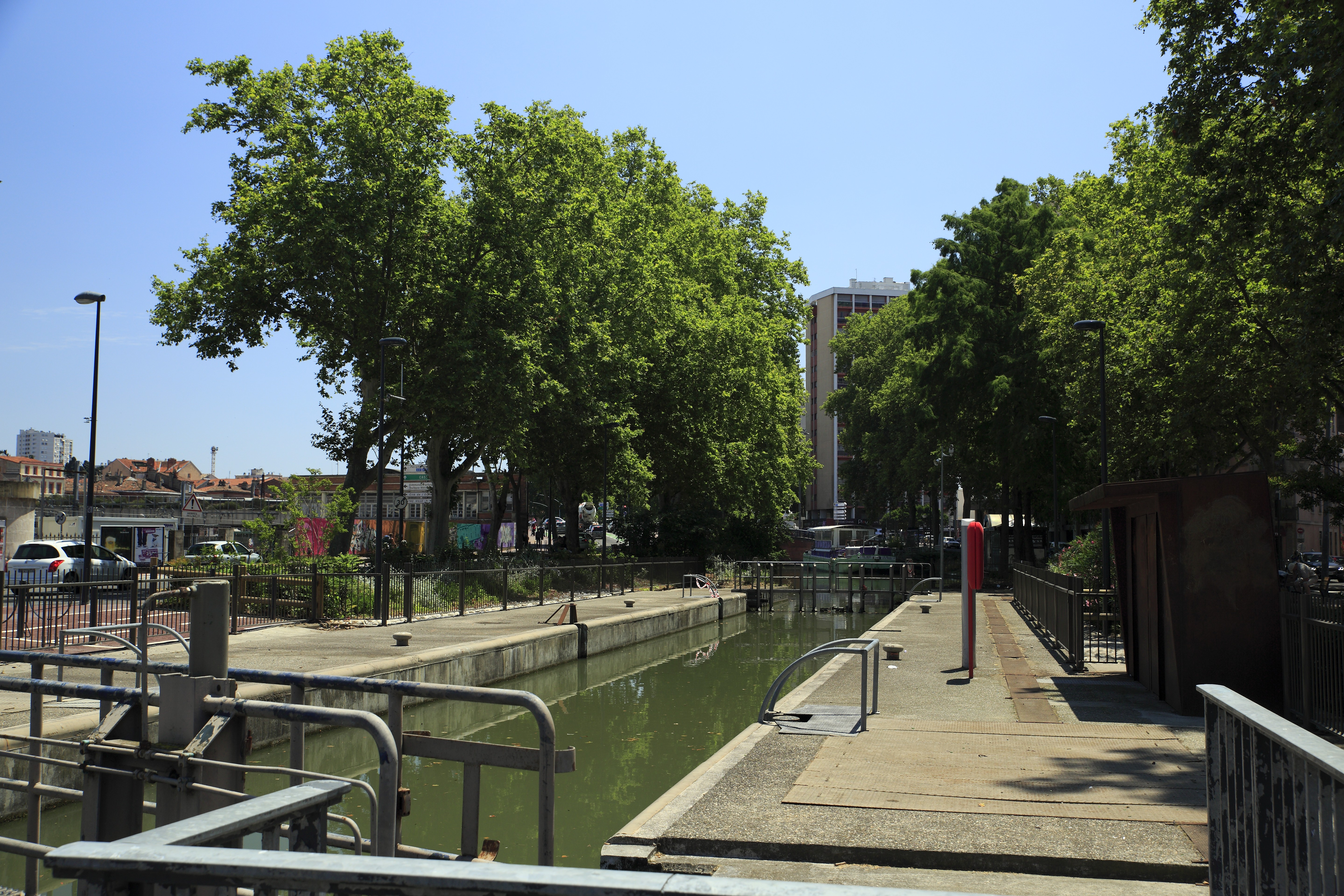
L'écluse Bayard.

L'écluse Bayard est construite une première fois vers 1667, mais elle est reconstruite en 1670, à la suite de l'accident de l'écluse des Minimes, sur un modèle d'écluse double. La forte dénivellation de l'écluse double permet dans le même temps l'installation d'un moulin, le moulin Bayard, disparu en 1902. Entre 1978 et 1979, de nouveaux travaux ont permis la mise au gabarit Freycinet de l'écluse, autorisant la circulation des péniches de plus de 30 mètres, mais ils ont aussi entraîné la destruction de la vieille écluse double, remplacée par une écluse simple en béton. L'espace correspondant à l'ancien bassin est quant à lui couvert de poutres en béton. 
La maison éclusière Bayard est aménagée en 1856 dans une maison (actuel no 12) achetée par la compagnie des chemins de fer du Midi, à la suite de la construction de la gare Matabiau sur l'emplacement des maisons éclusières précédentes. Elle abrite désormais la Maison du Vélo. La façade principale de la maison éclusière, sur le boulevard de Bonrepos, se développe sur six travées et s'élève sur trois niveaux séparés par des cordons (un rez-de-chaussée, un étage et un niveau de comble). La première travée à gauche, plus large, est percée d'une large porte cochère. Au rez-de-chaussée, la porte piétonne est voûtée en plein cintre, encadrée de fenêtres rectangulaires. Le niveau de comble est percé de jours en forme de losange. L'élévation est surmontée d'une corniche moulurée et d'une frise d'antéfixes en terre cuite. 
Le canal est par ailleurs franchi par plusieurs ponts : 
- pont Pierre-Paul-Riquet. 
C'est en 1845 qu'est prise la décision de construire un nouveau pont sur le canal dans l'axe des allées Lafayette (actuelles allées Jean-Jaurès). Les travaux sont dirigés par l'architecte de la ville, Urbain Maguès. Le pont est construit en brique. Il est large de 14 mètres et d'une seule travée. Les bandeaux des arcs segmentaires sont en pierre de taille. 
Face à l'augmentation du trafic automobile, le pont est agrandi entre 1950 et 1951 sur les plans de l'ingénieur de la ville Félix Prat. Le nouveau tablier, qui englobe le pont ancien, a permis d'en doubler la largeur, à 28 mètres. Il est en béton précontraint, supporté par des poutres et reposant sur des culées en béton, recouvertes d'un plaquis de brique rouge[5].

- pont du 19-Mars-1962. 
Le pont de Bayard est construit en 1860 par la compagnie des chemins de fer du Midi, également concessionnaire du canal du Midi depuis 1858. Elle souhaite en effet développer le trafic autour de la gare Matabiau, ouverte en 1856, et créer un accès direct au centre-ville par la rue de Bayard, dont le réaménagement doit être réalisé par le conseil municipal. Le directeur des canaux du Midi, Urbain Maguès, dessine les plans de l'ouvrage. Il se compose d'une arche en brique claire, longue de 31,60 mètres et large de 28 mètres, dont le bandeau est en pierre de taille. Une balustrade moulée en béton sert de garde-corps. En avril 2013, le pont est rebaptisé pont du 19-Mars-1962, date du cessez-le-feu en Algérie[6].

- pont Matabiau. 
Le premier pont Matabiau est construit en 1683. Il est reconstruit, en brique, vers 1830. Il compte une seule travée et présente un arc segmentaire, dont le bandeau est en pierre de taille. Du côté est du pont, le trottoir en encorbellement repose sur des corbeaux de pierre. En 1963, le pont est élargi par de nouveaux travaux du côté ouest, où des tréteaux en béton supportent une dalle en béton précontraint[7],[8].

### Hôtels de voyageurs
- no  13 : hôtel Chaubard. 
L'hôtel Chaubard est construit en 1886, puis surélevé d'un 3e étage et d'un étage de comble en 1895, sur les plans de l'architecte Emmanuel Itié. La façade principale, sur le boulevard de Bonrepos, de style néo-classique, est symétrique. Elle se développe sur six travées et quatre étages. Les deux travées centrales sont mises en valeur par un décor plus abondant. Elles sont encadrées, entre le 1er et le 4e étage, de pilastres cannelés superposés. Au 1er étage, elles sont également réunies par un balcon continu doté d'un garde-corps en fonte aux motifs géométriques. Au 2e étage, les fenêtres ouvrent sur des balconnets également dotés de garde-corps. Au 3e et au 4e étage, les fenêtres sont encadrées de fins pilastres. Elles sont surmontées au dernier étage d'un fronton curviligne où prend place le monogramme en fonte CH[9].

- no  14 : hôtel Victoria (début du XXe siècle, Jules Calbairac)[10].
- no  15 : hôtel Regina (début du XXe siècle, Georges Masquet)[11].

### Immeubles et maisons
- no  1 : immeuble Riquet. 
L'immeuble Riquet est élevé entre 1951 et 1955, sur les plans de l'architecte Robert-Louis Valle. L'édifice, à l'angle des allées Jean-Jaurès, bénéficie d'un emplacement privilégié. L'immeuble s'élève sur onze étages et est considéré comme le premier « gratte-ciel » de la ville : il annonce en tout cas le nouveau plan des allées Jean-Jaurès conçu par Germain Tarrius, responsable de l'atelier municipal d'urbanisme, qui utilise l'immeuble Riquet comme modèle. 
L'immeuble Riquet adopte une architecture et un vocabulaire résolument modernes, brutalistes même, caractéristiques des constructions toulousaines jusqu'au milieu des années 1970 : l'ossature en béton armé est apparente, tandis que les façades sont couvertes de plaques de gravier – plutôt que de marbre, comme il avait été d'abord prévu. Le rez-de-chaussée et l'entresol sont occupés par des boutiques. Le 1er étage est dévolu aux bureaux. Les dix étages supérieurs sont occupés par les logements. Chaque étage alterne des bandeaux de fenêtres, encadrées par une moulure saillante en béton, avec des loggias fermées par des garde-corps en métal[12],[13].

- no  2 : immeuble. 
L'immeuble, de style Art déco, est construit en 1940 par l'architecte Pierre Thuriès. Il s'élève sur six niveaux : rez-de-chaussée et entresol, surmontés de quatre étages. L'édifice, en béton, est couvert d'un plaquis de brique claire. Au rez-de-chaussée, les deux portes latérales, surmontées de fenêtres carrées, ont conservé leur numéro de rue en métal et, pour celle de droite, son huisserie de métal. Elles encadrent trois grandes ouvertures de boutiques ménagées dans un renfoncement, ménageant un abri, souligné par l'enduit blanc du béton. Du 1er au 3e étage, les travées latérales sont agrémentées de balcons dotés de garde-corps en fer forgé, tandis que les travées centrales donnent sur des loggias séparées par des colonnes. Le dernier étage est simplement percé de fenêtres[14].

- no  18-24 : résidence la Comtale (1974-1978, Paul Gardia et Maurice Zavagno)[15].